# Salmophasia bacaila
Salmophasia bacaila es una especie de peces de la familia Cyprinidae en el orden de los Cypriniformes.

## Morfología
Los machos pueden llegar alcanzar los 18 cm de longitud total.

## Hábitat
Es un pez de agua dulce.

## Distribución geográfica
Se encuentra en Pakistán, la India, Bangladés, Nepal y  Afganistán.